# Paul Gosar
Paul Gosar, né le 27 novembre 1958 à Rock Springs (Wyoming), est un homme politique d'extrême droite américain, membre du Parti républicain et élu de l'Arizona à la Chambre des représentants des États-Unis depuis 2011.

## Biographie
Paul Gosar est originaire du Wyoming. Après des études à l'université Creighton, il devient dentiste.

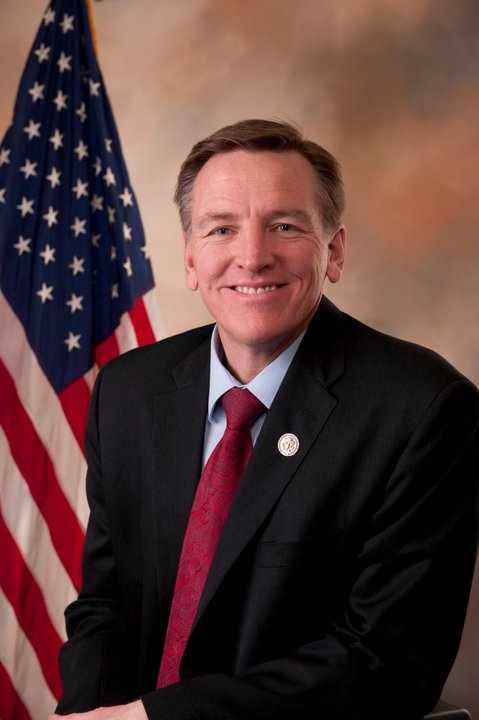
Portrait officiel de Paul Gosar pour la législature fédérale.

Il se présente à la Chambre des représentants des États-Unis en 2010 dans le 1er district de l'Arizona face à la représentante démocrate Ann Kirkpatrick. Il critique celle-ci pour son soutien au président Barack Obama tandis qu'elle le qualifie d'extrémiste de droite, soutenu par Sarah Palin. Porté par une « vague du Tea Party »,, il remporte l'élection avec 49,7 % des voix contre 43,7 % pour Kirkpatrick et 6,6 % pour la libertarienne Nicole Patti.
Après un redécoupage des circonscriptions fédérales, Gosar choisit de se représenter dans le 4e district. Le district, solidement républicain, s'étend des banlieues ouest de Phoenix au fleuve Colorado. Il comprend une partie de l'ancien 1er district, qui est devenu plus favorable aux démocrates. Vivant dans l'ancien district près de Flagstaff, il loue une chambre à Prescott face aux accusations de parachutage. Après l'abandon du shérif du comté de Pinal Paul Babeu, touché par un scandale après qu'un sans-papiers l'accuse de l'avoir menacé d'expulsion après avoir entamé une relation intime avec lui, Gosar bat le sénateur d'État Ron Gould de 20 points lors de la primaire républicaine. Il remporte l'élection avec 66,8 % des suffrages.
Lors de ces élections, Kirkpatrick récupère son siège dans le 1er district. Gosar et Kirkpatrick décident alors de s'allier au Congrès pour les questions relatives à l'Arizona, comme pour soutenir l'ouverture d'une mine de cuivre près de Superior,. Gosar est réélu pour un troisième mandat en 2014 avec 70 % des voix.
Il est candidat à un nouveau mandat en 2016. Lors de la primaire républicaine, il affronte le pasteur et conseiller municipal de Buckeye Ray Strauss. Plusieurs groupes proches de l'establishment républicain soutiennent Strauss contre Gosar, membre du Freedom Caucus ayant voté contre le président de la Chambre des représentants John Boehner,. Gosar remporte facilement la primaire avec 71,4 % des suffrages. En novembre, il est réélu avec 70,2 % des suffrages.
En 2017, son nom est évoqué pour affronter le sénateur fédéral Jeff Flake lors de la primaire républicaine. Gosar critique en effet Flake pour « son manque de soutien aux réformes conservatrices pour lesquelles le peuple américain a voté en élisant le président Trump ». Il est finalement candidat à sa réélection à la Chambre des représentants lors des élections de 2018. En septembre 2018, six de ses frères et sœurs apparaissent dans un spot publicitaire pour demander aux électeurs de voter pour le démocrate David Brill et donc contre leur propre frère,. La vidéo fait le tour des réseaux sociaux et de la presse internationale,,. Gosar reçoit le soutien de leur mère, et répond à ses frères et sœurs sur Twitter : « Comme tous les gauchistes, ils font passer leur idéologie politique avant la famille. Staline serait fier ». Il est facilement réélu face à Brill, rassemblant 68,2 % des suffrages.
Il est sanctionné d'un blâme par le Congrès en novembre 2021 pour avoir diffusé sur les réseaux sociaux une vidéo fantaisiste inspirée d'une série d'animation japonaise le montrant en train de tuer l'élue démocrate Alexandria Ocasio-Cortez.
Il s'est fait remarquer à la suite d'un tweet transphobe supprimé depuis sur l'auteur de la fusillade d'Uvalde du Texas accusant une autre personne en l'occurrence en femme transgenre de l'avoir faite ce qui n'était bien sûr pas le cas.

## Positions politiques

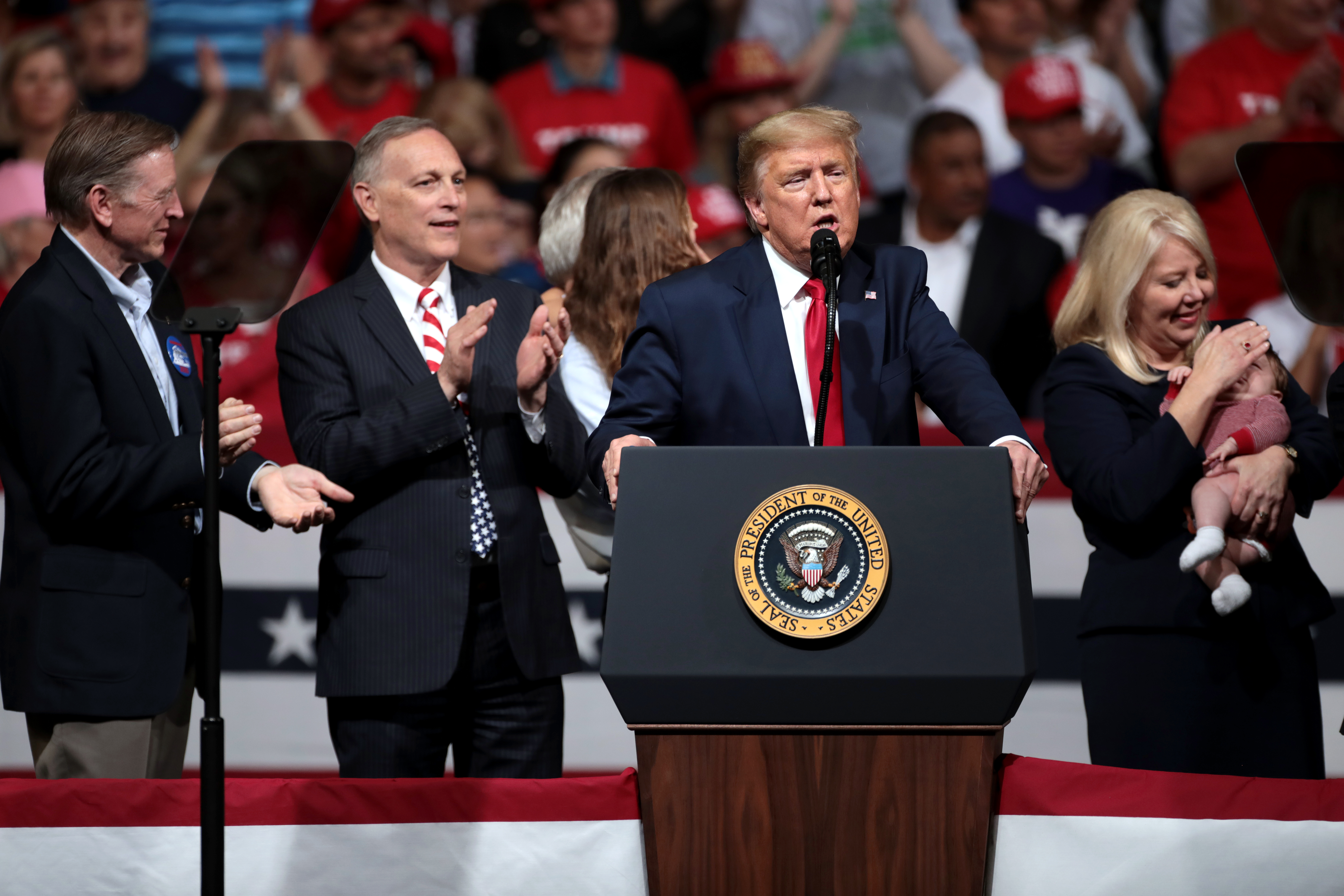
Paul Gosar aux côtés d'Andy Biggs, Debbie Lesko et du président Donald Trump à Phoenix en 2020.

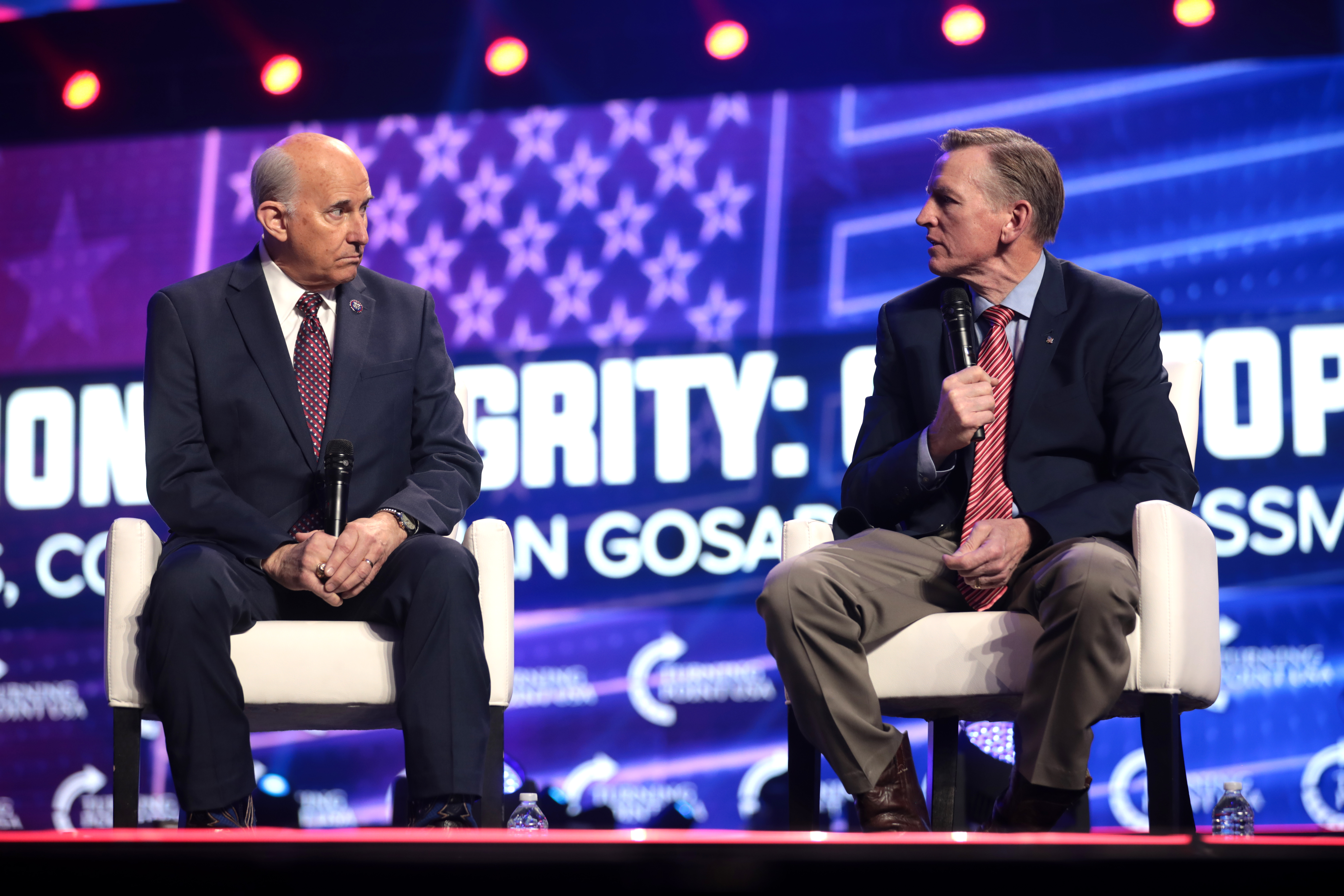
Paul Gosar lors d'un échange public avec Louie Gohmert à Phoenix, en 2021.

Paul Gosar est positionné à l'extrême droite,,. Selon The Arizona Republic, Paul Gosar est l'un des membres les plus conservateurs de la Chambre des représentants. Il est connu pour ses positions controversées et ses propos conspirationnistes. Il estime notamment que la manifestation « Unite the Right » à Charlottesville de 2017 est organisée par un sympathisant de Barack Obama et que George Soros est un collaborateur nazi dans sa jeunesse. En janvier 2020, Paul Gosar partage sur Twitter une photographie truquée du président Barack Obama, dans laquelle il serre la main du président iranien Hassan Rohani. Il s'agit en réalité d'une photographie retouchée d'Obama serrant la main du Premier ministre indien Manmohan Singh. Paul Gosar se défend en indiquant que « personne n'a dit qu'Obama avait rencontré Rohani en personne ».
En septembre 2015, il boycotte le discours du pape François devant le Congrès. Bien que catholique, il reproche au pape d'« agir et parler comme un politicien gauchiste », préférant parler de réchauffement climatique que d'avortement ou de liberté religieuse. Il vote en 2021 contre la certification de l'élection de Joe Biden, la jugeant frauduleuse.

## Historique électoral

### Chambre des représentants
| Année | Paul Gosar | Dem    | Lib   | Ind   |
| ----- | ---------- | ------ | ----- | ----- |
| Année |            |        |       |       |
| 2010  | 49,7 %     | 43,7 % | 6,6 % | —     |
| 2012  | 66,8 %     | 28,4 % | 3,8 % | 1 %   |
| 2014  | 70 %       | 25,8 % | 4,2 % | —     |
| 2016  | 70,2 %     | 29,8 % | —     | 11 %  |
| 2018  | 68,2 %     | 30,5 % | —     | —     |
| 2020  | 69,7 %     | 30,2 % | —     | —     |
| 2022  | 97,8 %     | 1,8 %  | —     | 0,4 % |